# توبياس موريتي
توبياس موريتي (بالألمانية: Tobias Moretti)‏ (و. 1959  م) هو ممثل مسرحي، وممثل أفلام، وممثل تلفزي نمساوي.

## التعليم
تعلم في جامعة الموسيقى والفنون التعبيرية في فيينا
.

## جوائز
حصل على جوائز منها:
- الجائزة التلفزيونية البافارية [الإنجليزية]‏ (2004)[8]
- جائزة مدخن الغليون للسنة  [لغات أخرى]‏ (2002)[9]
- الجائزة التلفزيونية البافارية [الإنجليزية]‏، عن عمل: Inspector Rex [الإنجليزية]‏ (1995)[10]
- رومي  [لغات أخرى]‏

## وصلات خارجية
- توبياس موريتي على موقع IMDb (الإنجليزية)
- توبياس موريتي على موقع ميتاكريتيك (الإنجليزية)
- توبياس موريتي على موقع روتن توميتوز (الإنجليزية)
- توبياس موريتي على موقع مونزينجر (الألمانية)
- توبياس موريتي على موقع قاعدة بيانات الأفلام العربية
- توبياس موريتي على موقع ألو سيني (الفرنسية)
- توبياس موريتي على موقع ميوزك برينز (الإنجليزية)
- توبياس موريتي على موقع أول موفي (الإنجليزية)
- توبياس موريتي على موقع قاعدة بيانات الأفلام السويدية (السويدية)
- توبياس موريتي على موقع قاعدة بيانات الفيلم (الإنجليزية)